# Le Destin du fugitif
Pour plus de détails, voir Fiche technique et Distribution.
Le Destin du fugitif (Four Faces West) est un western américain réalisé par Alfred E. Green et sorti en 1948.

## Synopsis
Ross McEwen (Joel McCrea) arrive à Santa Maria, petite ville du Sud au Nouveau-Mexique. À ce moment l’on fête l’installation du nouveau quartier général du célèbre Marshall Pat Garrett (Charles Bickford).
Ross se rend à la banque où il demande à se faire prêter la somme de 2 000 dollars. Le banquier refuse. Ross sort alors son arme et l’oblige à lui donner les billets en lui promettant de les lui rembourser. Il s’enfuit, poursuivi par Pat Garrett et la milice que ce dernier vient de lever.

## Fiche technique
- Titre : Le Destin du fugitif
- Titre original : Four Faces West
- Titre français : 3 000 Dollars Mort ou Vif
- Réalisation : Alfred E. Green
- Scénario : C. Graham Baker, Teddi Sherman, William Brent d'après un roman d'Eugene Manlove Rhodes
- Musique : Paul Sawtell
- Lieu de tournage : Hollywood (Californie)
- Durée : 90 minutes

## Distribution

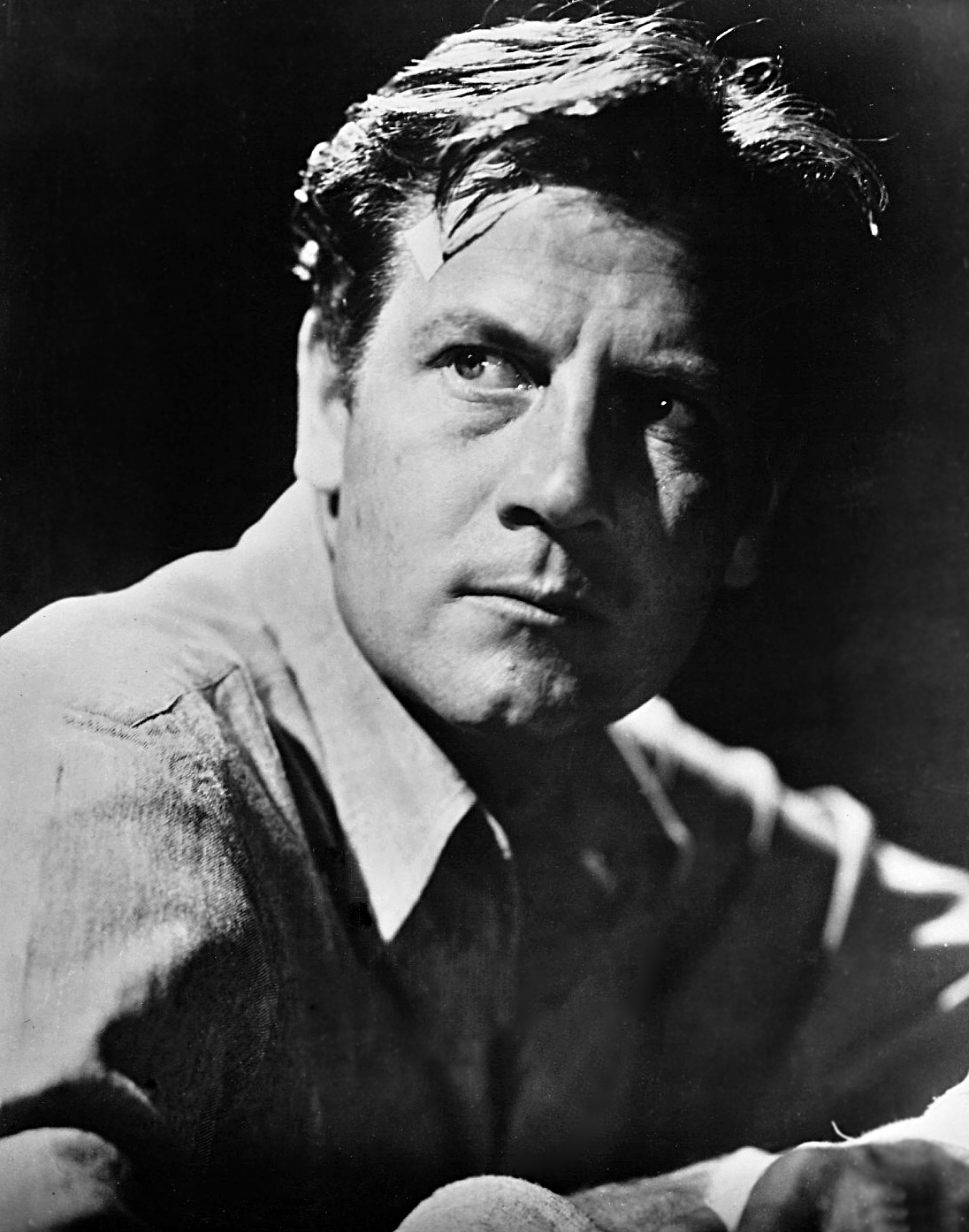
Joel McCrea dans une publicité pour le film

- Joel McCrea : Ross McEwen
- Frances Dee : Fay Hollister
- Charles Bickford : Pat Garrett
- Joseph Calleia : Monte Marquez
- William Conrad : Shérif Egan
- Martin Garralaga : Florencio
- Raymond Largay : Dr Eldredge
- John Parrish : Frenger
- Dan White : Clint Waters
- Davison Clark : Burnett
- Houseley Stevenson : Anderson
- Eva Novak : Mme Winston
- George McDonald : le fils Winston

## Distinctions et nominations
- Le film est nommé en 1949 pour le Writers Guild of America